# 마더우구

마더우 구의 위치

마더우구(한국어: 마두구, 중국어: 麻豆區, 병음: Mádòu Qū)는 중화민국 타이난시의 시할구이다. 넓이는 53.9744km2이고, 인구는 2015년 8월 기준으로 44,960명이다.

## 지리
마더우 구는 타이난시 중부에 위치하고 북쪽은 샤잉 구, 쉐자 구와, 서쪽은 자리 구와, 동쪽은 관톈 구, 산화 구와, 남쪽은 시강 구, 안딩 구와 각각 접하고 있다.
자난 평원의 중앙에 위치해 지세는 평탄하고, 쩡원시(曾文溪)가 남부를 흘러 비옥한 토양이 펼쳐져 있다.

## 역사
마더우 구는 원래 시라야족 평포족 4대사의 하나로 꼽힌 마두사(蔴荳社)의 취락이 존재하고 있어 마두번사(麻豆番社)로도 불렸다. 마두(원주민어로 Mattau 혹은 Mattauw)의 유래는 평포족어의 Matta(눈)와 au(항구)의 복합어이며, 이 지구의 중심지로서 '중추, 중심지'의 의미로부터 명명되었다.
네덜란드 통치 시대에 이 지구에 교회 대학(教會大學)이 설치되는 등, 일찍부터 개발이 진행되었고 청대가 되면 한족이 대량으로 이주 하게 되어 마두보(蔴荳保)가 설치되었다. 일본 통치 시대 초기에는 청대의 제도를 계승해, 1897년에 마토 변무서(蔴荳辦務署)가 설치되었다. 1920년의 타이완 지방제 개편과 함께 다이난 주 소분 군 마토 가로 개칭되었다. 전후의 1950년에 타이난 현 마더우 진으로 개칭되어 현재에 이르고 있다.

## 교통
- 국도 1호선